# BnF-Partenariats
BnF-Partenariats est une filiale de la Bibliothèque nationale de France (BnF) créée en 2012. La société par actions simplifiée détenue intégralement par la BnF a pour objectif d'accélérer le rythme de numérisation des collections de la BnF, et valoriser ses collections numériques. Pour mener à bien ces deux objectifs, la filiale a recours à des partenariats publics-privés.

## Historique
Le 5 juillet 2011, le ministre de la Culture, Frédéric Mitterrand, le commissaire général à l'investissement, René Ricol, et le président de la BnF, Bruno Racine, lancent un appel aux acteurs privés, dans le cadre des Investissements d'avenir, afin de numériser les collections de la bibliothèque. Cet appel historique au privé afin de numériser les collections de la bibliothèque nationale offrira aux acteurs privés des contrats d'exclusivité limités dans le temps. La filiale BnF-Partenariats est créée en 2012 et reçoit 10 millions d'euros du Fonds national pour la société numérique (FSN) via la Caisse des dépôts et consignations. Cet argent public est complété par des fonds privés. Les premiers partenariats sont annoncés en janvier 2013 : Believe Digital et ProQuest.
De nombreux acteurs du secteur critiquent ce recours au privé, questionnent les conditions d'accès aux contenus numérisés ou réclament la publication des accords : l'association des bibliothécaires de France (ABF), l'association des directeurs et personnels de direction des bibliothèques universitaires et de la documentation (ADBU), l'interassociation archives bibliothèques documentation (IADB), l'association des professionnels de l'information et de la documentation (ADBS), la fédération des enseignants documentalistes de l'éducation nationale (FADBEN), la Confédération générale du travail (CGT), la fédération syndicale unitaire (FSU), ou encore une tribune de Philippe Aigrain, cofondateur de La Quadrature du Net, Mélanie Dulong de Rosnay, Daniel Bourrion et Lionel Maurel. Le député Marcel Rogemont estime que « les modalités de ces partenariats public-privé sont par ailleurs incompatibles avec les recommandations émises par le comité des sages européens qui, sans exclure la possibilité de concéder des exclusivités commerciales pour un temps limité aux partenaires privés, avait insisté sur la nécessité de préserver l'accès gratuit en ligne aux documents du domaine public ». Bruno Racine rétorque qu'il s'agit de numériser cinq fois plus vite en payant moins d'un tiers de l'opération et que la cession sera partielle et temporaire. Ces vives critiques ont amené la commission des Affaires culturelles et de l'Éducation de l'Assemblée nationale à auditionner Lionel Maurel et Silvère Mercier, de SavoirsCom1, et Bruno Racine, président de la BnF.
En 2016, BnF-Partenariats lance RetroNews, une plateforme dont la mission est de donner accès aux archives de presse issues des collections de la Bibliothèque nationale. Contrairement à Gallica, une grande partie des fonctionnalités proposées sont payantes, par abonnement.

## Réalisations
- BnF Collection sonore : numérisation de l'intégralité des microsillons (disques vinyles 78 et 33 tours) du dépôt légal entre 1949 et 1962 avec Believe et Memnon (45 000 supports soit plus de 500 000 titres)[10].
- Numérisation d'ouvrages antérieur à 1700 avec ProQuest (10 millions de pages, environ 30 000 titres)[10].
- RetroNews : numérisation de la presse jusqu'à 1945 avec ADOC Solutions, Immanens et Syllabs (5 millions de pages de presse)[10].

## Résultats financiers
Depuis son lancement en 2012, la filiale n'a été bénéficiaire qu'une seule fois, en 2014.
| Année | Chiffre d'affaires | Résultat net |
| ----- | ------------------ | ------------ |
| 2012  |                    | −845 574 €   |
| 2013  | 238 729 €          | −174 860 €   |
| 2014  | 730 400 €          | 245 400 €    |
| 2015  | 415 200 €          | −1 105 200 € |
| 2016  | 632 815 €          | −685 272 €   |
| 2017  | 672 030 €          | −1 219 572 € |
| 2018  | 656 233 €          | −1 653 742 € |
| 2019  | 1 072 189 €        | −1 085 456 € |